# István Anhalt
István Anhalt (født 12. april 1919 i Budapest, Ungarn - død 24. februar 2012 i Kingston, Canada) var en jødisk/ungarsk/canadisk komponist, rektor, dirigent, pianist og forfatter.
Anhalt studerede komposition på Det Kongelige Musikkonservatorium i Budapest hos Zoltan Kodaly (1937-1941), han studerede komposition, direktion og klaver videre på Musikkonservatoriet i Paris (1946-1949) hos bla. Nadia Boulanger. Han har skrevet to symfonier, orkesterværker, kammermusik, operaer, korværker, sange, scenemusik, klaverstykker etc. Anhalt emigrerede til Canada i 1949, hvor han bosatte sig i Montreal og blev lærer i musikanalyse og komposition på musikafdelingen ved McGill Universitetet. I 1971 flyttede han til Kingston, hvor han blev rektor og kompositionslærer ved Queens Universitetet på musikafdelingen. Han blev i denne tid ven med den amerikanske komponist George Rochberg. Anhalt var mest kendt for  elektronisk musik og orkesterværker. Anhalt var sent i sit liv også forfatter af musikalske teoretiske værker såsom The making of Cento (1970), og La musique électronique (1971). 

## Udvalgte værker
- Symfoni nr. 1 (1958-1959) - for orkester
- Symfoni af moduler (nr. 2) (1967) - for bånd og orkester
- Simulacrum (Billede) (1987) - for orkester
- Foci (fodbold) (1969) - for sopran, kammerorkester og bånd.
- Millennial Mall (Lady Diotima's gang) (1999) - opera